# Limnephilus peculiaris
Limnephilus peculiaris är en nattsländeart som beskrevs av Mclachlan 1875. Limnephilus peculiaris ingår i släktet Limnephilus och familjen husmasknattsländor. Inga underarter finns listade i Catalogue of Life.